# Хабіб Беллаїд
Хабіб Беллаїд (араб. حبيب بلعيد, фр. Habib Bellaïd; нар. 28 березня 1986, Бобіньї) — алжирський та французький футболіст, захисник французького клубу «Атлетік» (Ам'єн).

## Клубна кар'єра
Вихованець юнацьких команд футбольних клубів «Ред Стар», «Клерфонтен» та «Страсбур».
Професійну кар'єру Беллаїд розпочав у клубі «Страсбур», в якому він провів три сезони, взявши участь у 79 матчах чемпіонату, і звернув на себе увагу сильних європейських клубів. У 2008 році Беллаїд перейшов за 2,5 млн євро в німецький «Айнтрахт», але там його кар'єра не склалася, і через рік він повернувся в «Страсбур» на правах оренди. На початку 2010 року на прохання самого гравця, він був відданий в оренду в більш сильний, ніж «Страсбур», клуб, який грав в Лізі 1 — «Булонь», але закріпитись так не зумів і з літа знову став виступати за клуб Ліги 2, цього разу «Седан».
Протягом сезону 2011/12 знову грав за «Айнтрахт», але за рік зіграв лише в одному матчі чемпіонату, після чого його контракт завершився і Хабіб покинув франкфуртський клуб.
В серпні 2012 року на правах вільного агента підписав контракт з «Седаном», де провів один сезон, після чого грав за алжирський «МК Алжир» та туніський «Сфаксьєн».
У січні 2015 року повернувся до Європи, ставши гравцем клубу «Вайт Стар» з другого за рівнем дивізіону Бельгії, але вже за два місяці покинув клуб.
В травні 2015 року став гравцем норвезького клубу «Сарпсборг 08». Вже в січні він залишив клуб на правах вільного агента.
З липня 2016 року грає в аматорському клубі «Атлетік» (Ам'єн), який виступає в четвертій за силою лізі та є другим за силою клубом міста після СК «Ам'єн».

## Виступи за збірні
Беллаїд народився у Франції, але має алжирські коріння, тому він міг представляти на міжнародному рівні як збірну Франції, так і збірну Алжиру. Спочатку Беллаїд вирішив виступати за юнацькі збірні Франції і у 2001 році дебютував у складі юнацької збірної Франції до 16 років. Всього взяв участь у 35 іграх на юнацькому рівні, відзначившись 1 забитим голом.
Протягом 2006–2008 років залучався до складу молодіжної збірної Франції. На молодіжному рівні зіграв у 16 офіційних матчах, забив 2 голи.
28 травня 2010 році, отримавши до того громадянство Алжиру, дебютував в офіційних іграх у складі національної збірної цієї країни у товариському матчі проти збірної Ірландії. До теперішнього моменту цей матч залишається його єдиним матчем за збірну.
Беллаїд брав участь у складі збірної Алжиру в чемпіонаті світу 2010 у ПАР, проте у матчах чемпіонату на поле не виходив.